# Liste der Könige von Aragón
Die Liste der Könige von Aragón enthält die Herrscher des mittelalterlichen Königreichs Aragón, seit dessen Entstehung im 9. Jahrhundert bis zu seinem Zusammenschluss mit dem Königreich Kastilien zum Königreich Spanien im 16. Jahrhundert.
Aragón wurde als Grafschaft von den fränkischen Königen aus der Dynastie der Karolinger als eine der Grafschaften der Spanischen Mark gegründet. Durch Erbfolge gelangte die Grafschaft 922 in den Besitz der baskischen Könige von Navarra. König Sancho III. von Navarra verfügte bei seinem Tod die Aufteilung seiner Länder unter seinen Söhnen, wobei der Königstitel nun auch bei Aragón verblieb, das somit ein Königreich wurde.
Historisch bedeutsam war die Ehe der Königin Petronella mit dem Grafen Raimund Berengar IV. von Barcelona, worauf Aragón und die katalanische Grafschaft in Personalunion zu dem Territorialkonglomerat der Krone Aragón vereint wurden.

## Liste der Könige von Aragón

### Haus Jiménez
| Bild                                     | Name Aragonesisch (Lebensdaten)                                               | Regierungszeit         | Verwandtschaft | Anmerkungen |
| ---------------------------------------- | ----------------------------------------------------------------------------- | ---------------------- | --- | --- |
|                                          | Ramiro I. Remiro I (* um 1000; † 1063)                                        | 1035–1063              | Sohn des Vorgängers | |
|                                          | Sancho I. Ramírez Sancho Remíriz (* um 1042; † 4. Juni 1094)                  | 1063–1094              | Sohn des Vorgängers | Als Sancho V. auch König von Navarra. |
|                                          | Peter I. Pero I (* um 1068; † 27./28. September 1104)                         | 1094–1104              | Sohn des Vorgängers | Eroberte 1096 Huesca und 1100 Barbastro. |
|                                          | Alfons I. der Krieger Alifonso I lo Batallero (* 1073; † 7. September 1134)   | 1104–1134              | Bruder des Vorgängers | Eroberte 1118 Saragossa und 1119 Tudela. Stand im Krieg mit seiner Ehefrau Urraca von León-Kastilien und deren Sohn Alfons VII. dem Kaiser.                                   |
|                                          | Ramiro II. der Mönch Remiro II o Monche (* 24. April 1086; † 16. August 1157) | 1134–1157              | Bruder des Vorgängers | Als Mönch zum König erhoben, gab er die Regentschaft 1137 an seinen Schwiegersohn Raimund Berengar ab und zog sich wieder zurück. Den Königstitel führte er bis zu seinem Tod |
|                                          | Petronella Peironela (* 1136; † 13. Oktober 1173)                             | 1137–1164              | Tochter des Vorgängers | |
| Raimund Berengar Remón Berenguer o Santo | 1137–1162                                                                     | Ehemann von Petronella | Graf von Barcelona und als Mann Petronellas „Fürst von Aragón“ (Príncípe de Aragón). Durch ihre Ehe wurde die katalanische Großgrafschaft Barcelona mit Aragón vereint. | |

### Haus Barcelona
| Bild | Name Aragonesisch (Lebensdaten)                                                         | Regierungszeit | Verwandtschaft        | Anmerkungen |
| ---- | --------------------------------------------------------------------------------------- | -------------- | --------------------- | --- |
|      | Alfons II. der Keusche Alifonso II o Casto (* 25. März 1157; † 25. April 1196)          | 1163–1196      | Sohn der Vorgängerin  | |
|      | Peter II. der Katholische Pero II o Catolico (* 1174; † 13. September 1213)             | 1196–1213      | Sohn des Vorgängers   | Siegte im Verbund mit den anderen christlichen Königen Spaniens 1212 in der Schlacht bei Las Navas de Tolosa über die Almohaden. Fiel 1213 in der Schlacht bei Muret gegen die Kreuzfahrer des Albigenserkreuzzuges. |
|      | Jakob I. der Eroberer Chaime I o Conqueridor (* 2. Februar 1208; † 27. Juli 1276)       | 1213–1276      | Sohn des Vorgängers   | Eroberte bis 1235 die Balearen von den Muslimen und krönte sich zum König von Mallorca. 1238 folgte die Eroberung von Valencia, womit die aragonesische Reconquista abgeschlossen wurde. Legte mit Ludwig IX. (Saint Louis) im Vertrag von Corbeil (1258) die Grenze zwischen Aragón und Frankreich fest und erlangte die volle Souveränität Kataloniens (Grafschaft Barcelona) von Frankreich. Begründete die Vormachtstellung Aragóns im westlichen Mittelmeer. |
|      | Peter III. der Große Pero III lo Gran (* 1240; † 11. November 1285)                     | 1276–1285      | Sohn des Vorgängers   | Eroberte 1282 Sizilien und krönte sich zu dessen König (Sizilianische Vesper). Verteidigte sein Königreich gegen den ihm gerichteten aragónesischen Kreuzzug. |
|      | Alfons III. der Prächtige Alifonso III o Liberal (* 1265; † 18. Juni 1291)              | 1285–1291      | Sohn des Vorgängers   | |
|      | Jakob II. der Gerechte Chaime II (* 10. August 1267; † 2. November 1327)                | 1291–1327      | Bruder des Vorgängers | Seit 1285 König von Sizilien (Jakob I.). Eroberte 1323 Sardinien für die Krone Aragón. |
|      | Alfons IV. der Gütige Alifonso IV lo Bueno (* 1299; † 24. Januar 1336)                  | 1327–1336      | Sohn des Vorgängers   | |
|      | Peter IV. der Zeremoniöse Pero IV o Ceremonioso (* 5. September 1319; † 6. Januar 1387) | 1336–1387      | Sohn des Vorgängers   | Entmachtete 1343 seinen Cousin, König Jakob III. von Mallorca, und vereinte somit dauerhaft die Balearen mit Aragón. |
|      | Johann I. der Jäger Chuan I o Cazataire (* 27. Dezember 1350; † 19. Mai 1396)           | 1387–1396      | Sohn des Vorgängers   | |
|      | Martin I. der Humane Martín I l'Humanista (* 29. Juli 1356; † 31. Mai 1410)             | 1396–1410      | Bruder des Vorgängers | Folgte 1409 seinem Sohn als König von Sizilien (Martin II.) und vereinte diese Krone somit dauerhaft mit Aragón. Mit ihm starb das Haus Barcelona im Mannesstamm aus, was eine zweijährige Vakanz des Thrones zur Folge hatte. |

### Haus Trastámara
| Bild | Name Aragonesisch (Lebensdaten)                                                           | Regierungszeit | Verwandtschaft                        | Anmerkungen |
| ---- | ----------------------------------------------------------------------------------------- | -------------- | ------------------------------------- | --- |
|      | Ferdinand I. der Gerechte Ferrando d'Antequera (* 27. November 1380; † 2. April 1416)     | 1412–1416      | Enkel mütterlicherseits von Peter IV. | Zweiter Sohn König Johanns I. von Kastilien. Wurde im Kompromiss von Caspe (1412) als König Aragóns anerkannt. |
|      | Alfons V. der Großmütige Alifonso V lo Magnanimo (* 1396; † 27. Juni 1458)                | 1416–1458      | Sohn des Vorgängers                   | |
|      | Johann II. der Treulose Chuan II (* 29. Juni 1397/98; † 19. Januar 1479)                  | 1458–1479      | Bruder des Vorgängers                 | |
|      | Ferdinand II. der Katholische Ferrando II o Catolico (* 10. März 1452; † 23. Januar 1516) | 1479–1516      | Sohn des Vorgängers                   | Als Ehemann der Königin Isabella I. war er deren Mitkönig (Ferdinand V.) in Kastilien. Diese Ehe leitete die Vereinigung Kastiliens und Aragóns zum Königreich Spanien ein, dem er weiterhin die Kronen von Sardinien, Sizilien und seit 1504 auch Neapel zuführte. Annektierte außerdem 1512 den größten Teil des Königreichs Navarra. Führte ab 1506 bis zu seinem Tod die Vormundschaftsregierung in Kastilien für seine Tochter. |
|      | Johanna I. die Wahnsinnige Joana la Boja (* 6. November 1479; † 12. April 1555)           | 1516–1555      | Tochter des Vorgängers                | Als Tochter der Isabella I. bereits seit 1504 Königin von Kastilien und als Tochter Ferdinands II. ab 1516 Königin von Aragón. Regierte nie, sondern stand bis zum Tod ihres Vaters unter dessen Vormundschaft. Bei dessen Tod wurde ihr Sohn Karl sogleich zum König von Kastilien und Aragón gekrönt, der die Regierung übernahm.                                                                                                  |

| Johannas Sohn, Karl, wurde 1516 zum König von Kastilien, León, Galicien, Granada, Aragón, Valencia, Mallorca, Navarra, Sardinien, Sizilien und Neapel gekrönt. Für die Könige des so begründeten Königreichs Spanien siehe: Liste der Staatsoberhäupter von Spanien |

## Weitere Entwicklung
Die Institutionen der mit der Krone Aragóns assoziierten Länder blieben auch im vereinten Spanien weiter bestehen und wurden erst nach dem Ende des spanischen Erbfolgekrieges durch die von König Philipp V. erlassenen Decretos de Nueva Planta aufgelöst und mit den kastilischen Institutionen zu einem zentralistischen spanischen Staat vereint. Dies betraf zuerst Aragón und Valencia im Jahr 1707, gefolgt von Mallorca (Balearen) 1715 und zuletzt 1716 von Katalonien. Einzig Navarra, welches während des Krieges die Seite der Bourbonen unterstützt hatte, konnte seinen autonomen Status beibehalten.